# The Brooke Ellison Story
The Brooke Ellison Story (Nederlands: het verhaal van Brooke Ellison) is een Amerikaanse televisiefilm uit 2004.
De film is gebaseerd op de biografie van Brooke Ellison en diens moeder en gaat over Brooke die na een aanrijding tetraplegisch raakt en desondanks jaren
later afstudeert aan de Harvard-universiteit. De film werd geregisseerd door Christopher Reeve die tien jaar voordien zelf tetraplegisch werd. Het werd zijn laatste film en hij overleed nog voor de film uitkwam.

## Verhaal
Onderweg naar huis van haar eerste middelbareschooldag wordt de elfjarige Brooke Ellison aangereden en zwaargewond. Ze ligt een tijd in coma en is tetraplegisch ofwel verlamd aan zowel de armen als de benen. Vanaf dan heeft ze voor de rest van haar leven altijd iemand nodig die haar bijstaat, een taak die haar moeder op zich neemt.
Brookes ouders moeten intussen de eindjes aan elkaar knopen en de schulden stapelen zich op door alle medische kosten. Daarbij komt dat Brookes oudere zus Kysten het erg moeilijk heeft met de situatie. Zij had Brooke gezegd dat ze de bus naar huis moest nemen en ze ging toch te voet.
Als Brooke in een revalidatiecentrum verblijft vinden haar ouders dat ze niet de ondersteuning krijgt die ze nodig heeft. Brooke wil immers haar schoolopleiding voortzetten. Daarom halen ze haar terug naar huis en mag ze na initieel protest van de directie opnieuw naar haar oude school. Haar moeder blijft steeds bij haar, ook tijdens de lessen. Het blijkt al snel dat Brooke zeer intelligent is. Na haar middelbaar wordt Brooke tot ieders verbazing toegelaten tot de Harvard-universiteit, een van de meest prestigieuze universiteiten ter wereld. Ook hier wijkt haar moeder nooit van haar zijde behalve als ze bij haar eerste vriendje, Jan, is.
Ze krijgt echter een opdoffer als Jan afstudeert terwijl zij net haar eerste jaar afwerkt en als hij nadien ook nog eens op wereldreis gaat en trouwt. Toch zet ze door en na het met succes schrijven en verdedigen van een scriptie studeert
ze magna cum laude af. Ten slotte mag ze de afscheidsrede geven op de afstudeerceremonie in 2000. Hierin herinnert ze iedereen eraan dat ze niet zouden staan waar ze zijn zonder de mensen rondom hen die hen helpen waarmee ze in
het bijzonder aan haar moeder refereert.

## Rolbezetting
| Acteur                      | Personage      | Opmerkingen              |
| --------------------------- | -------------- | ------------------------ |
| Lacey Chabert               | Brooke Ellison | als twintiger            |
| Vanessa Marano              | Brooke Ellison | als jonge tiener         |
| Mary Elizabeth Mastrantonio | Jean Ellison   | moeder                   |
| John Slattery               | Ed Ellison     | vader                    |
| Lauren Barrett              | Kysten Ellison | oudere zus als twintiger |
| Jenson Goins                | Kysten Ellison | oudere zus als tiener    |
| Ryan Hudson                 | Reed Ellison   | jongere broer als tiener |
| Devon Gearhart              | Reed Ellison   | jongere broer als kind   |
| Luke Flynn                  | Jan Djilas     | vriend op Harvard        |
| Sabah                       | Cara           | vriendin op Harvard      |

## Prijzen en nominaties
- Christopher Award 2004: Winnaar - de vier producers.
- Directors Guild of America 2005: Nominatie uitstekende verwezenlijking in de regie van televisiefilms voor Christopher Reeve.
- Gracie Allen Awards 2005: Winnaar uitstekende vrouwelijke hoofdrol in een speciale dramafilm voor Mary Elizabeth Mastrantonio.